# Тамариксові
Tamaricaceae (тамарискові або тамариксові) — родина гвоздикоцвітих рослин.

## Морфологія
Чагарники або невеликі дерева. Листя, як правило, лускоподібні, 1—5 мм завдовжки. Квіти знаходяться або поодинці (Hololachne, Reaumuria) або у гронах. Плоди — капсули. Насіння з чубчиком волосся.

## Поширення
Види населяють посушливі райони Європи, Азії та Африки. Багато видів ростуть на засолених ґрунтах, а також можуть переносити лужні умови.

## Використання
Деякі види знаходяться в посушливих районах світу, таких як США, Мексика, Аргентина та Австралія як неофіти. Кілька видів використовуються як декоративні рослини.

## Галерея

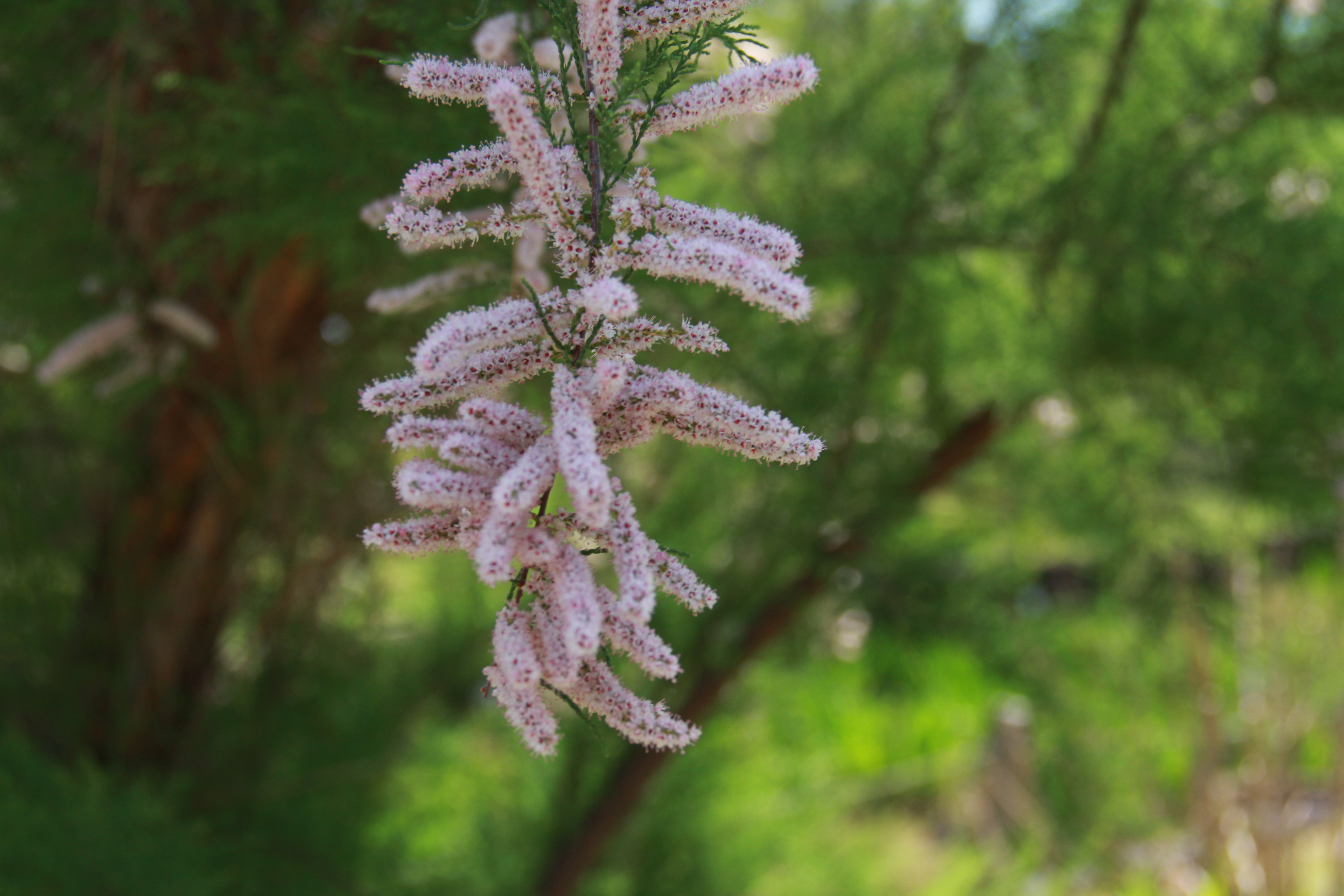
Tamarix chinensis
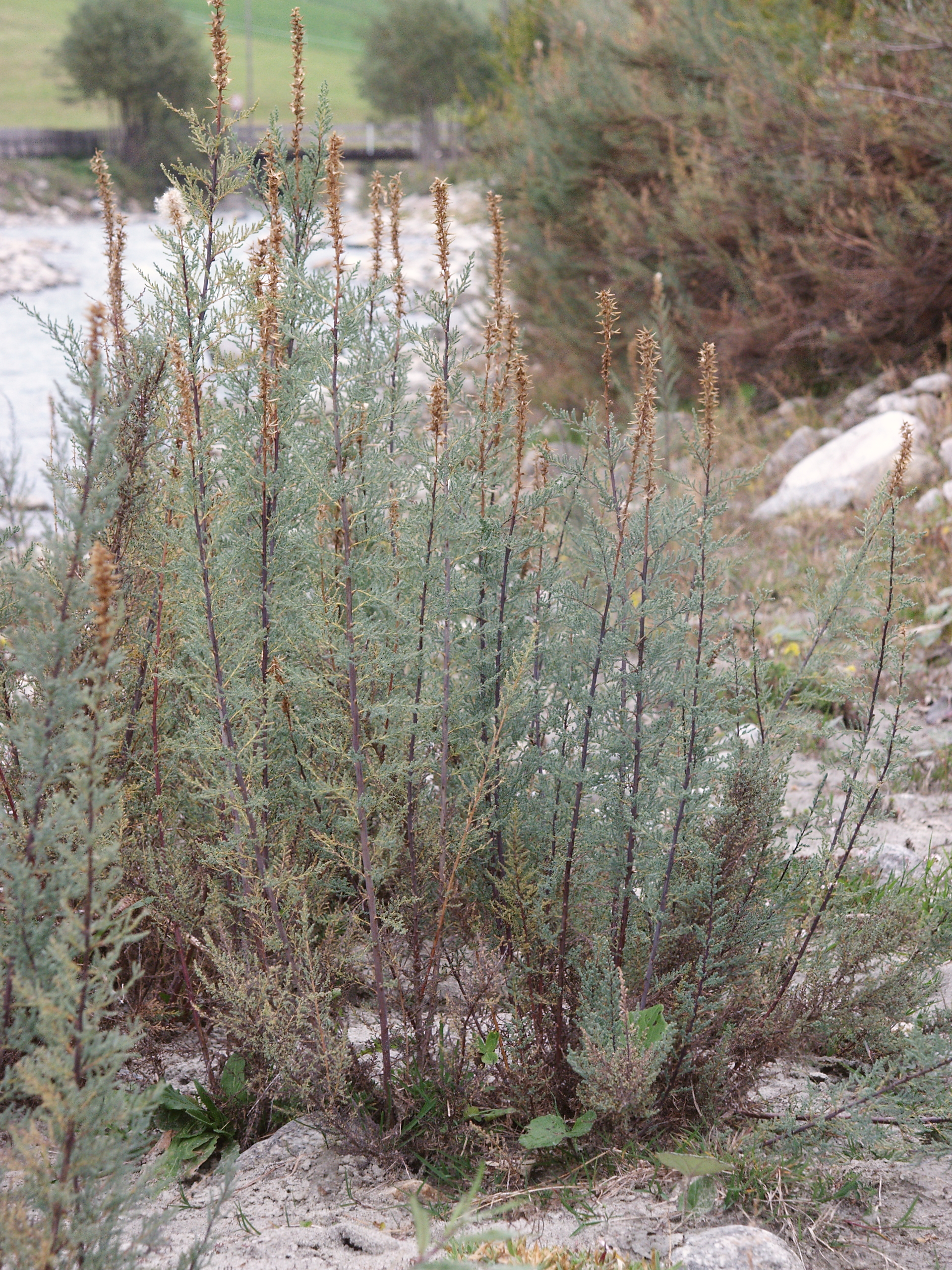
Myricaria germanica
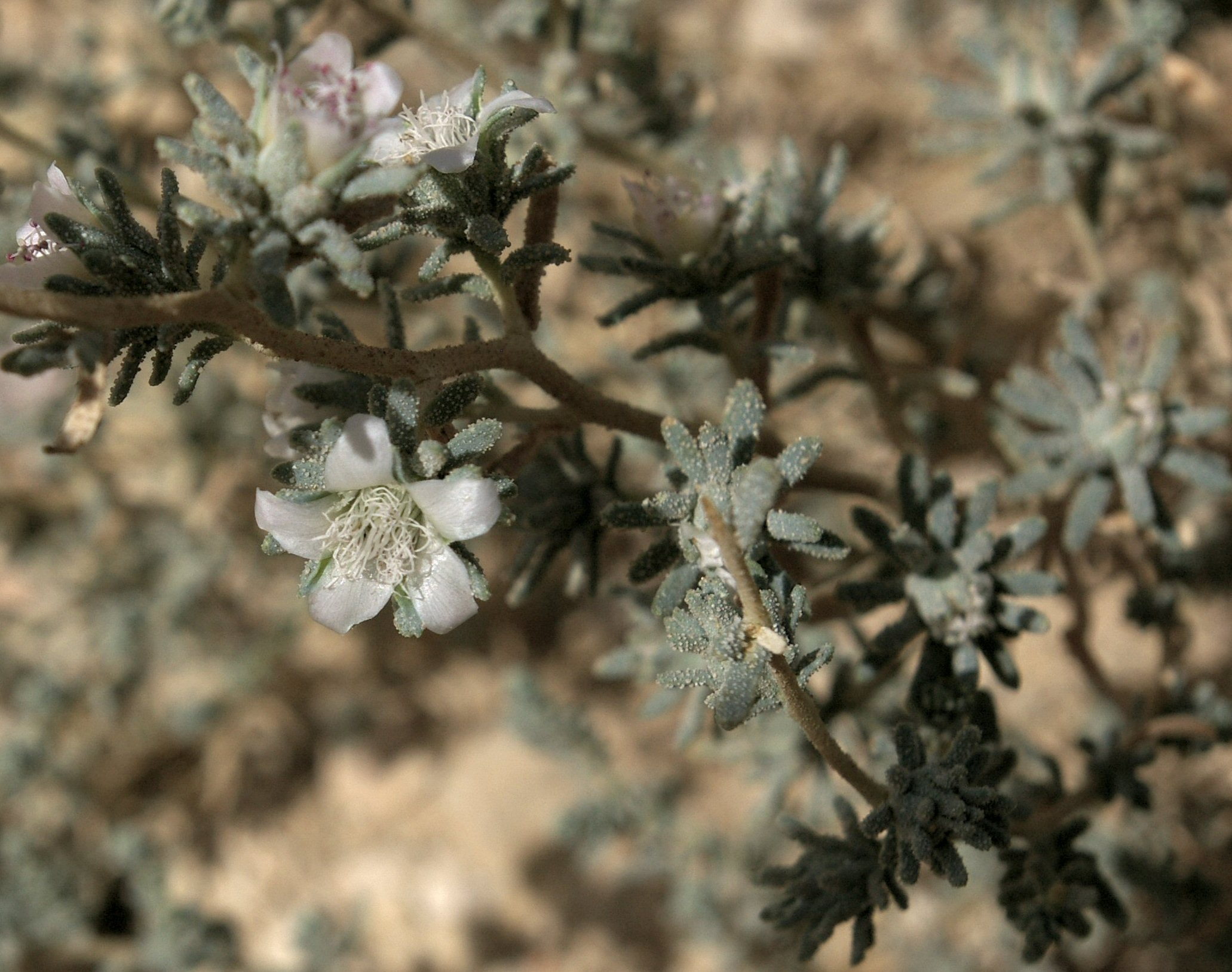
Reaumuria hirtella